# John Watson MacNaught
Pour les articles homonymes, voir MacNaught.
John Watson MacNaught (19 juin 1904-25 décembre 1984) est un homme politique canadien de l'Île-du-Prince-Édouard. Il est député fédéral libéral de la circonscription prince-édouardienne de Prince de 1945 à 1957 et de 1963 à 1965. Il est ministre dans le cabinet du premier ministre Lester Pearson.

## Biographie
Né à Coleman sur l'Île-du-Prince-Édouard, MacNaught est élu en 1945. Réélu en 1949 et en 1953, il est défait en 1957 et à nouveau en 1958. Il effectue un retour en 1963, mais à nouveau défait en 1965. Il est à nouveau défait en 1974.
il est assistant parlementaire du ministre des Pêches et de 1963 à 1965, il est Solliciteur général du Canada et ministre sans portefeuille. En 1965, il est ministre des Mines et des Études techniques. 